# Barima-Waini
Barima-Waini (Regiunea 1) este o regiune a Guyanei Esequibane, un teritoriu în litigiu între Guyana și Venezuela, care se află în nord-vestul țării. Aceasta acoperă o suprafață de 20.339 km². Se învecinează cu Oceanul Atlantic la nord, cu regiunea Pomeroon-Supenaam la est, cu regiunea Cuyuni-Mazaruni la sud și cu Venezuela la vest.

## Istorie
Înainte de reforma administrativă din Guyana din 1980, regiunea Barima-Waini era cunoscută sub numele de „districtul Nord-Vest” [2].
Mabaruma a devenit centrul administrativ când s-a decis că fostul centru, Morawhanna, era prea susceptibil la inundații.

## Etimologie
Regiunea este numită după două râuri care curg prin regiune: râul Barima și râul Waini.

## Geografie
Barima-Waini este o regiune puternic împădurită. Fâșia costieră a Atlanticului din Regiunea 1 cuprinde o serie de plaje, incluzând, de la vest la est, Almond Beach, Luri Beach, Shell Beach, Turtle Beach, Foxes Beach, Iron-punt Beach, Pawpaw Beach și Father's Beach. Țestoasele marine cuibăresc pe unele dintre aceste plaje. Există, de asemenea, o serie de comunități amerindiene în această zonă, inclusiv Santa Rosa Mission.

## Economie
Principalele activități economice din regiunea Barima-Waini sunt silvicultura și exploatarea aurului. [1] Părțile de nord și nord-est includ mii de acri de pământ bogat aluviale, dintre care principalele sale culturi includ cafeaua, proviziile măcinate (cum ar fi manioc, colocasia și ignamă), varză, fasole, porumb, arahide și citrice.
Industria de mangan din Matthews Ridge-Port Kaituma a fost întreruptă atunci când scăderea prețurilor mondiale a făcut să fie neproductivă din punct de vedere economic.

## Populație
Guvernul Guyanei a organizat trei recensăminte oficiale începând cu reformele administrative din 1980, în 1980, 1991 și 2002. În 2002, populația din Barima-Waini a fost înregistrată la 24.275 de persoane. Înregistrările oficiale ale recensămintelor pentru populația din Barima-Waini sunt următoarele:
- 2012 : 26.941
- 2002 : 24.275
- 1991 : 18.428
- 1980 : 18.329

## Galerie

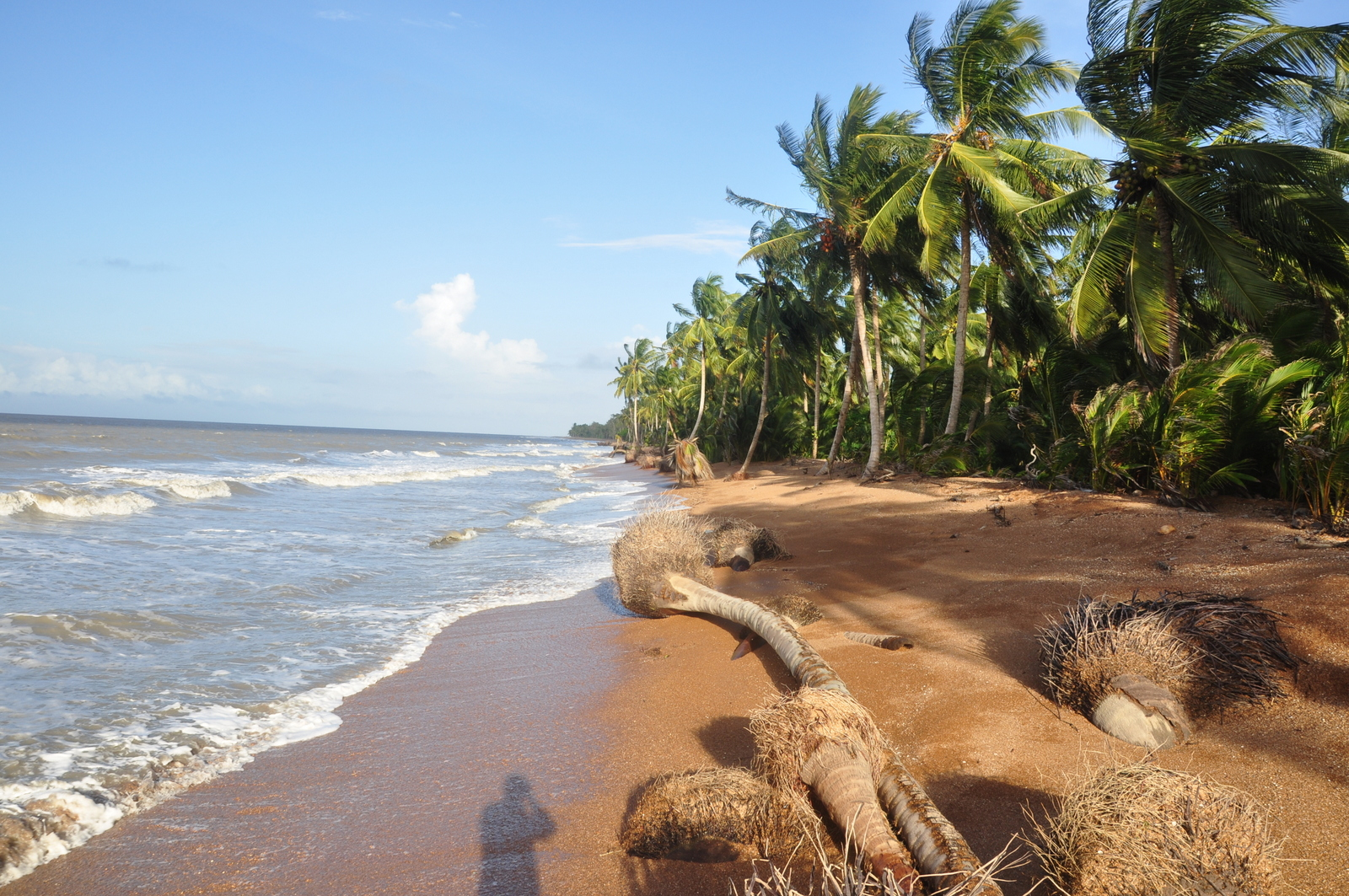
Shell Beach
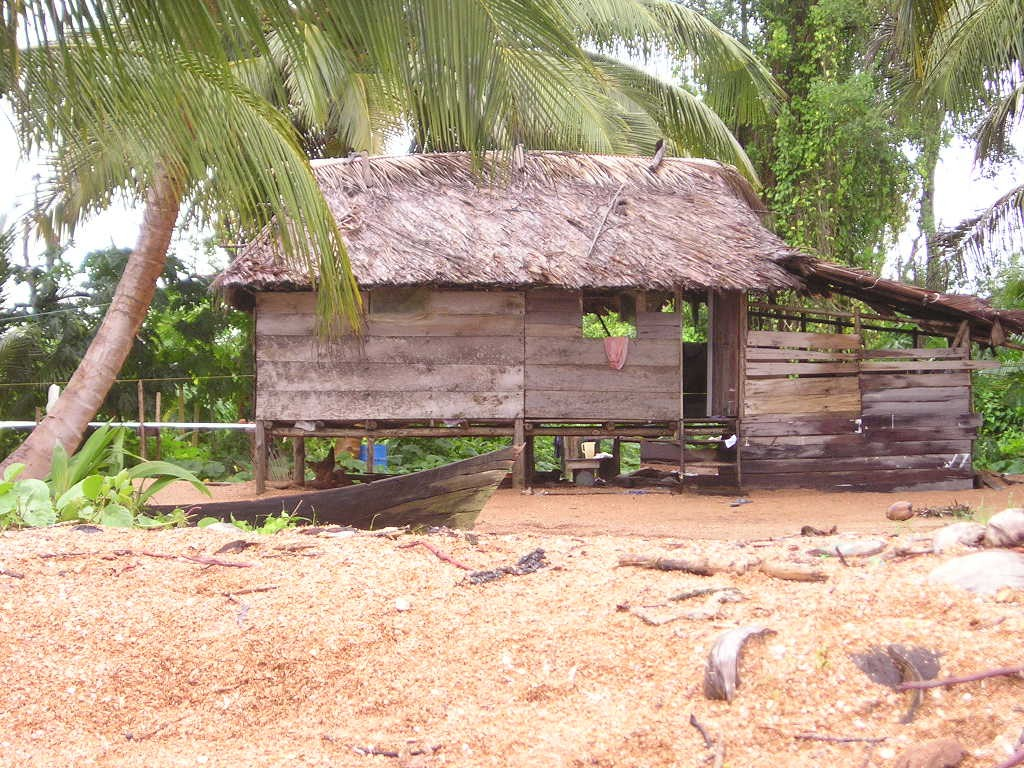
Mabaruma
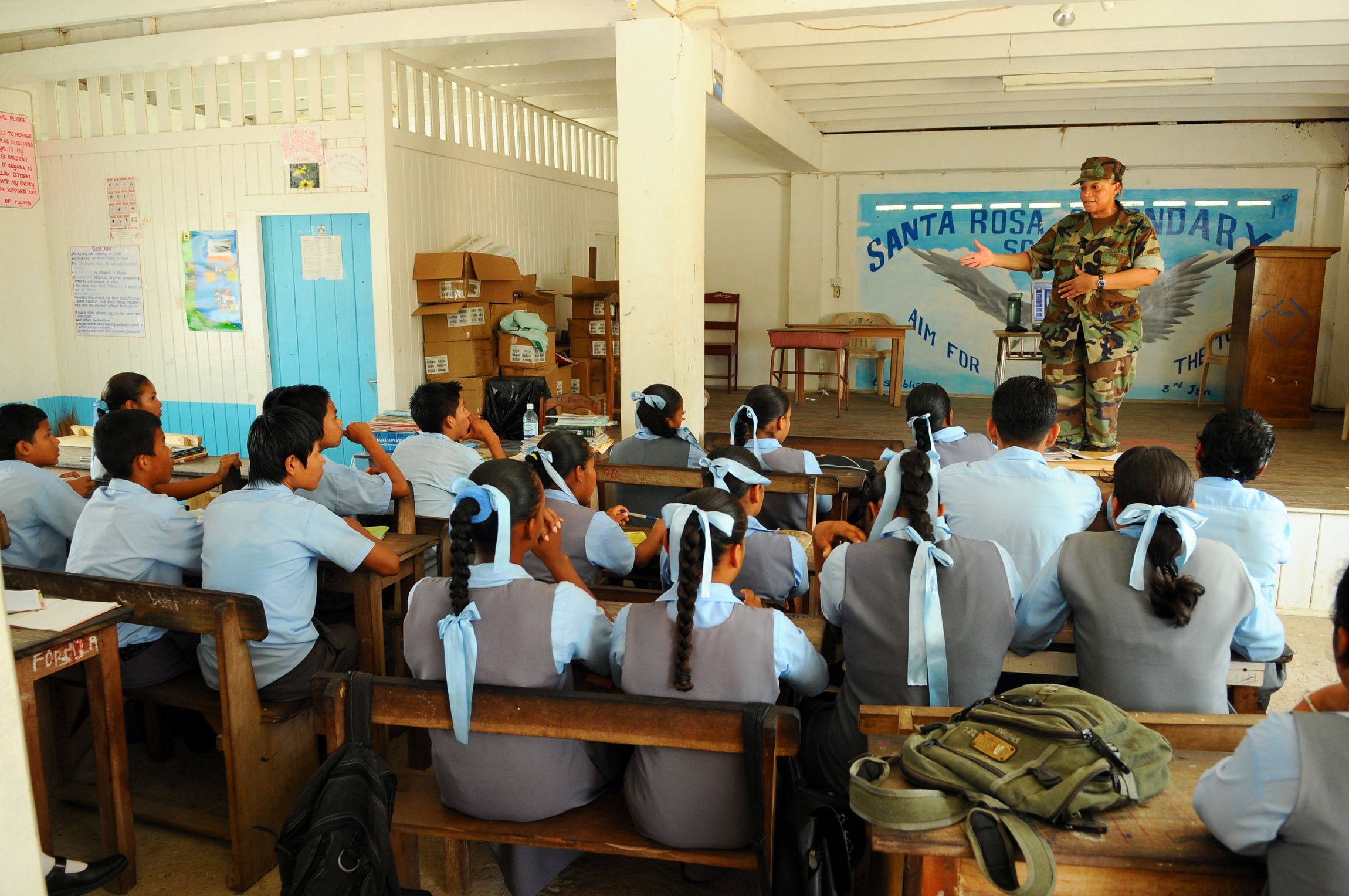
Școala Santa Rosa
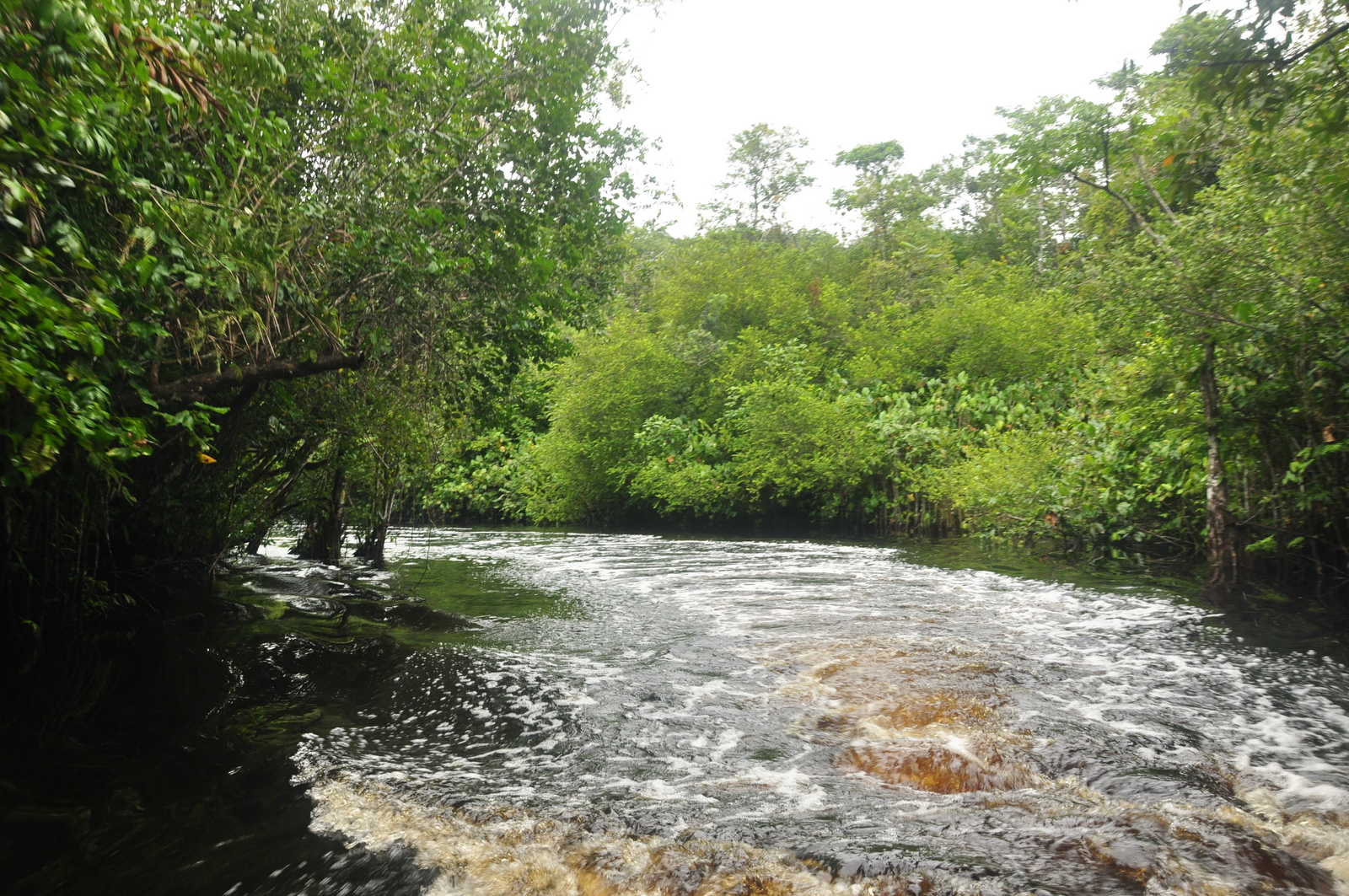
Râul Baramani
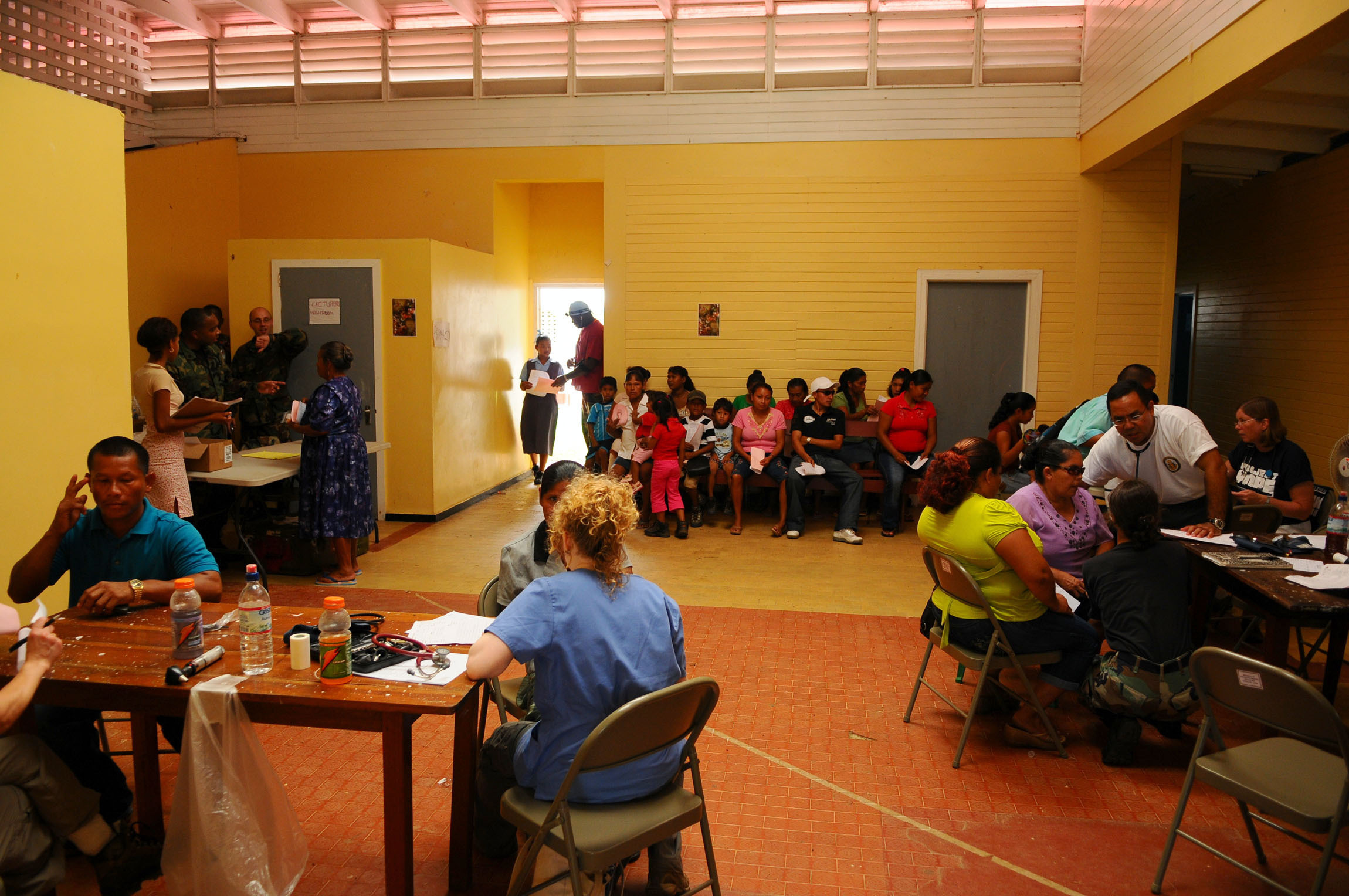
Spitalul districtului Kumaka